# Ю Чженьці
Ю Чженьці (кит.: 于振起) — китайський дипломат. Перший дипломат Китайської Народної Республіки в Україні (1992), тимчасовий повірений у справах КНР в Україні, займався підготовкою та відкриттям посольства КНР у Києві.

## Життєпис
Отримав ступень магістра всесвітньої історії на історичному факультеті Нанкійського університету. Згодом отримав ступінь доктора з історії міжнародних відносин в Китайському університеті закордонних справ. Він також став першим послом в іноземній країні з докторським ступенем.
У лютому 1992 року Міністерство закордонних справ КНР призначило його Тимчасовим повіреним у справах Китаю в Україні, для відкриття посольства та проведення дипломатичної роботи в Києві. Коли він прилетів до Києва, в аеропорт його зустрів начальник протоколу МЗС України. Посольство спочатку працювало в готелі «Русь». Лише влітку 1993 року Посольство Китаю в Україні отримало офіційну будівлю і переїхало з готелю. 
У 2002 році Ю Чженьці був призначений послом у Білорусі. Коли він збирався залишати посаду через три роки, президент Білорусі Олександр Лукашенко нагородив його «Медаллю дружби народів» — це була перша нагорода іноземного посла в Білорусі на знак визнання внеску посла у становлення Китайсько-білоруського стратегічного партнерства. 
У 2005 році він був призначений послом у Болгарії, захищаючи гідність і права громадян Китаю, він завів багато друзів з представниками всіх верств суспільства, як в уряді, так і в громадськості, і активно працював на благо дружби між Китаєм і Болгарією. Перед тим, як покинути посаду, він отримав від президента Болгарії Георгія Пирванова медаль «За заслуги» першого ступеня.